# Высоково (Шимский район)
Высоково — деревня в Шимском районе Новгородской области в составе Медведского сельского поселения.

## География
Находится в западной части Новгородской области на расстоянии приблизительно 22 км на северо-запад по прямой от районного центра поселка Шимскна правом берегу реки Мшага.

## История
На карте 1840 года уже была отмечена как «4-й Роты 2-е Кап.». Входила в систему военных поселений в Новгородской губернии. На карте 1847 года отмечена как поселение с современным названием и с 84 дворами. В 1907 году здесь (деревня Новгородского уезда Новгородской губернии) было учтено 83 двора.

## Население
Численность населения: 628 человек (1907 год), 26 (русские 100 %) в 2002 году, 16 в 2010.